# Miquel Ferrà i Juan
Miquel Ferrà i Juan (Palma, 1885 - 14 de novembre de 1947) fou un escriptor i poeta mallorquí.

## Biografia
Fill d'una família menestral mallorquina, el seu pare, Bartomeu Ferrà i Perelló –que va exercir en ell una forta influència– era conegut en els ambients intel·lectuals ciutadans com a mestre d'obres i literat. En poesia va tenir com a mestre Costa i Llobera i com a companya Maria Antònia Salvà, amb la qual mantingué una forta amistat. Quan tenia només 19 anys fou premiat als Jocs Florals de Barcelona i començà un sucós contacte amb intel·lectuals illencs i catalans adscrits al Noucentisme. Fruit d'aquests contactes fundà i dirigí la revista cultural Mitjorn l'any 1906. Estudià Dret i Filosofia i Lletres a la Universitat de Barcelona i el 1911 obté una plaça per oposició al cos d'Arxivers i Bibliotecaris. El seu primer destí fou Gijón i dos anys més tard passà a Barcelona on residí fins al 1936. Milità en partits regionalistes conservadors.

## Tasca
El 1920 intenta definir el Noucentisme mallorquí amb la revista "El Correu de Les Lletres". Un any després va fundar la Residència d'Estudiants de Catalunya que dirigí fins que esclatà la guerra civil. Va criticar la Monarquia i la Dictadura i va veure amb bons ulls l'adveniment de la República. Durant la seva vida va dictar algunes conferències i va publicar A mig camí, el seu llibre de poesies més important. Com a traductor de poesia edità Les Muses amigues. Fou un gran defensor de Mallorca del paisatge natural i urbà, de la literatura, pintura, música i del seu art en general. Tot això ho realitzà en innombrables articles escrits a la premsa diària o en revistes. Aquesta labor periodística fou bruscament interrompuda amb l'esclat de la guerra i la implantació de la Dictadura franquista que Ferrà va rebre en una actitud de militant silenci. A partir d'aquest moment va residir a Mallorca on ocupà la plaça de bibliotecari a la Biblioteca Pública Provincial. Per reincorporar-se a aquesta va tenir problemes amb el règim franquista. Fins a la seva mort, el 1947, adoptà una postura digna i distant del règim. Es va dedicar a mantenir viva la llengua i la cultura amb la promoció d'edicions d'autors mallorquins i encoratjant els joves poetes a escriure en català.
Des de 1946 fou membre corresponent de la Secció Filològica de l'Institut d'Estudis Catalans.

## Anàlisi de la seva obra
La poesia de Miquel Ferrà, d'una gran concentració quantitativa, es caracteritza pel domini de la llengua i la incorporació del paisatge mallorquí amb un to marcadament elegíac. Per això sovint s'ha relacionat la seva poesia amb la de Joan Alcover. Com ell mateix declarà, els seus poemes 
| « | <<són fills del doble enamorament de la nostra terra i de la nostra llengua. Si serven alguna virtut poètica, la deuen al verb català, únic que ajunta per nosaltres a la més noble venustat literària la tremolor de la paraula viva; si hi ha en ells qualque revelació de bellesa, és la revelació d'una confidència venguda de l'ànima de Mallorca a través del paisatge familiar estimadíssim.>> | » |

La idea de paisatge és decisiva en la poesia de Ferrà lligada al to elegíac. En alguns moments és causat per un dolor elemental, la desil·lusió del viure o pel plany d'un amor. Els poemes d'ambientació tardoral són abundants. També és destacable de la seva obra la incorporació d'una poesia ciutadana, de sensibilitat més moderna. Sèries com les del Nadal, o bé els sonets de "Sportwomen" en són bons exemples. A vegades s'ha esmentat la influència de Leopardi -de qui fou traductor- pel que fa a la presència de l'elegia; però també s'hi troben trets de poetes parnassians i simbolistes. Ferrà, un poeta concentrat, molt atent al llenguatge, aconseguí unes mostres molt equilibrades de poesia noucentista, intel·lectualitzada, en la qual la nota de paisatge i d'humanisme, lligada a la terra, esdevé característica. (¹)